# Kvarterhuset
Kvarterhuset i Jemtelandsgade 3 på Amagerbro i København er et kulturhus under Københavns Kommune, Kultur- og Fritidsforvaltningen, der bl.a. rummer Sundby Bibliotek og Borgerservice, Ungdomsskolen Amager og Amager Øst Lokaludvalg. Huset åbnede i 2001.
Komplekset består af en gammel industribygning tegnet af Georg E.W. Møller og bygget af murermester Christian Peder Wienberg i 1880 til brug for L.P. Holmblads Fabrikker. Den blev senere anvendt af plakatvirksomhedern Kruckow-Waldorff. Derudover består anlægget af en nyere tilbygning fra 2001, der er et af arkitekt Dorte Mandrups hovedværker. Tilbygningen har form af en glaskasse på skæve betonsøjler. Landskabsarkitekt var Henrik Jørgensen Landskab A/S og ingeniør var Dominia A/S. Byggeriet kostede 27 mio. kr.